# Malcus thoracicus
Malcus thoracicus är en insektsart som beskrevs av Stys 1967. Malcus thoracicus ingår i släktet Malcus och familjen Malcidae. Inga underarter finns listade i Catalogue of Life.